# Pilea aquarum
Pilea aquarum är en nässelväxtart. Pilea aquarum ingår i släktet pileor, och familjen nässelväxter.

## Underarter
Arten delas in i följande underarter:
- P. a. acutidentata
- P. a. aquarum
- P. a. brevicornuta